# 胡安·曼苏尔
胡安·路易斯·曼苏尔（西班牙語： Juan Luis Manzur，1969年1月8日—）是阿根廷外科医生和政治家。作为正义党的成员，他曾担任阿尔贝托·费尔南德斯总统领导下内阁首席部长。他曾于2009年至2015年担任阿根廷卫生部长，并于2015年至2021年担任图库曼省省长。

## 早年生活和教育
曼苏尔出生在图库曼的圣米格尔，父亲是来自黎巴嫩的马龙派天主教徒，母亲是阿根廷人。他获得了图库曼大学的医学学位，并在布宜诺斯艾利斯的公立阿尔瓦雷斯公立医院完成了住院医师培训。曼苏尔后来在布宜诺斯艾利斯大学获得了卫生系统和服务管理的硕士学位。 

## 政治生涯
在担任圣路易斯省卫生部副部长后，他于2002年被任命为拉马坦萨区公共卫生部长，该区是阿根廷首都的西部郊区，主要是蓝领阶层。在国家卫生部长希内斯·冈萨雷斯·加西亚的推荐下，曼苏尔于2003年被新任省长何塞·阿尔佩罗维奇任命为图库曼省卫生部长。曼苏尔在他的岗位上很快赢得了赞誉，他负责监督阿根廷最不发达省份之一的公共卫生。 一项广泛使用的公共卫生标准，即婴儿死亡率，从2003年的每 1,000 名新生儿中有23人（比全国平均水平高出40%）下降到2006年的13人（与全国平均水平持平）。  同期图库曼的围产期死亡率（晚期胎儿死亡，或一周大以下的婴儿死亡）同样从每1,000名新生儿中有24人下降到有18人。  这些消息帮助曼苏尔获得省长阿尔佩罗维奇的认可，成为他2007年成功竞选连任的竞选伙伴。

### 卫生部长
曼苏尔于7月1日宣誓就职，即在H1N1病毒（“猪流感”）流行病恶化而宣布公共卫生紧急状态后的第二天，到他宣誓就职时疫情已造成44人死亡。 此后，他的任期将集中于扩大儿童免疫接种、儿童预防医学、针对乳糜泻和HPV的诊断护理、移动医疗、获得器官移植和戒烟计划。  阿根廷强大的罗马天主教会的坚决反对迫使曼苏尔改变了保护妇女生殖权利的步骤，在2010年取消了保证合法堕胎的提案。 
他于2015年2月辞去卫生部长一职，重新担任图库曼省副省长一职，预计将在当年晚些时候的省级选举中竞选并接替阿尔佩罗维奇省长。

### 内阁长官
2021年9月20日，总统阿尔韦托·费尔南德斯任命曼苏尔接替圣地亚哥·卡菲耶罗担任内阁部长。取代圣地亚哥·卡菲罗的任命是政府在2021年立法初选中表现不佳后内阁改组的一部分。 曼苏尔并没有辞去图库曼州长的职务，而是在副州长奥斯瓦尔多·贾尔多接任临时行政权力期间休假。 